# Hermann Graf
Hermann Graf (ur. 24 października 1912 w  Engen; zm. 11 kwietnia 1988 w Rastatt) – pułkownik, as niemieckiego lotnictwa z okresu II wojny światowej. Jeden z 27 odznaczonych Krzyżem Rycerskim Krzyża Żelaznego z Liśćmi Dębu, Mieczami i Brylantami.

## Życiorys
Rozgłos zdobył w czasie bitwy o Stalingrad. Latając jako porucznik w dywizjonie myśliwskim JG52, 14 sierpnia 1942 uzyskał 120 zwycięstwo powietrzne, 24 sierpnia - 125, 10 września - 162, 2 października - 202. 
22 września w ciągu 6 wylotów zestrzelił 10 samolotów. 
Ogółem w czasie II wojny światowej w 830 wylotach odniósł 212 zwycięstw.
Był twórcą drużyny piłkarskiej Rote Jäger (1943–1944). Po jego interwencji z Auschwitz zwolniono matkę piłkarza Ernesta Wilimowskiego, Paulinę. 

## Odznaczenia
- Krzyż Rycerski Krzyża Żelaznego z Liśćmi Dębu, Mieczami i Brylantami
  - Krzyż Rycerski – 24 stycznia 1942
  - Liście Dębu (nr 93) – 17 maja 1942
  - Miecze (nr 11) – 19 maja 1942
  - Brylanty (nr 5) – 16 września 1942
- Krzyż Niemiecki w Złocie – kwiecień 1942
- Krzyż Żelazny I Klasy
- Krzyż Żelazny II Klasy
- Srebrna Odznaka za Rany
- Puchar Honorowy Luftwaffe – grudzień 1941
- Złota odznaka pilota-obserwatora Luftwaffe z Brylantami
- Order Korony Rumunii – Rumunia